# Andre Dermawan
Andre Dermawan (ur. 29 września 1988) – indonezyjski lekkoatleta, skoczek wzwyż.

## Osiągnięcia
| Rok  | Impreza                    | Miejsce | Lokata      | Wynik |
| ---- | -------------------------- | ------- | ----------- | ----- |
| 2009 | Halowe igrzyska azjatyckie | Hanoi   | 11. miejsce | 1,95  |

Medalista indonezyjskich igrzysk narodowych.

## Rekordy życiowe
- Skok wzwyż – 2,15 (2012) rekord Indonezji